# Brotonthovivens
Brotonthovivens es un género de bacterias de la familia Lachnospiraceae. Actualmente (2024) sólo contiene una especie: Brotonthovivens ammoniilytica. Fue descrito en el año 2022. Su etimología hace referencia a heces humanas. El nombre de la especie hace referencia a degradación de amoníaco. Produce acetato, butirato y propionato. Se ha aislado de heces humanas. Tiene un contenido de G+C de 42,4%. 